# Sean Wilentz

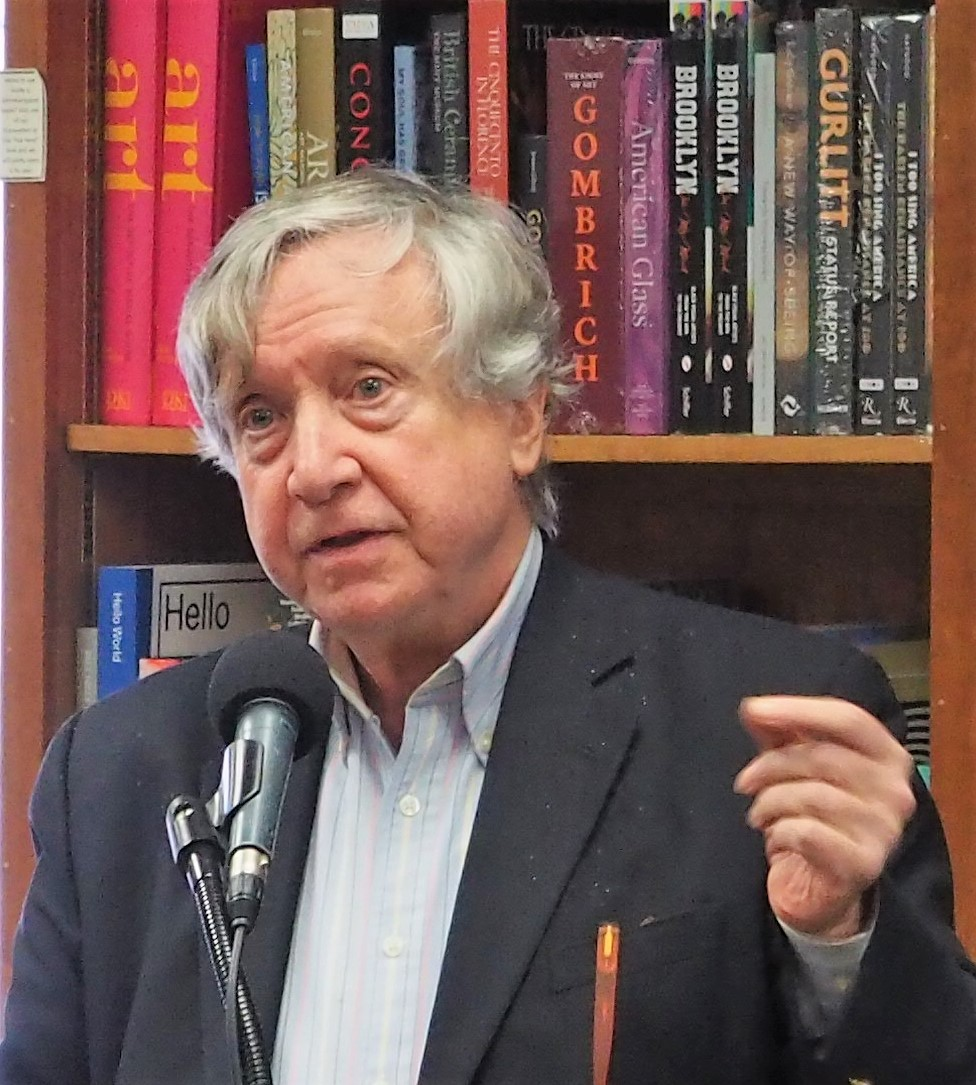
Sean Wilentz, 2019

Robert Sean Wilentz (* 20. Februar 1951 in New York) ist ein amerikanischer Historiker. Er lehrt amerikanische Geschichte an der Princeton University. Im öffentlichen Diskurs ist er durch seine zahlreichen Beiträge in Zeitschriften wie Newsweek, The New Republic und Rolling Stone einer der präsentesten Historiker und nimmt auch häufig zur Tagespolitik Stellung.

## Leben
Wilentz studierte an der Columbia University (Bachelor 1972), der Oxford University (Bachelor 1974) sowie der Yale University (Ph.D. 1980). 1984 erschien sein erstes Buch Chants Democratic, das das Erstarken der Arbeiterklasse in New York in der ersten Hälfte des 19. Jahrhunderts und ihre Rolle in den sozialen und politischen Bewegungen der Zeit zum Gegenstand hat. Das Werk gewann den Beveridge Award der American Historical Association. In zahlreichen weiteren Publikationen hat Wilentz darzustellen versucht, wie Massenbewegungen zur Demokratisierung der amerikanischen Gesellschaft beigetragen haben. Eine Übersicht über diese Thematik gab er 2005 in seinem mehr als 1000 Seiten starken Werk The Rise of American Democracy: Jefferson to Lincoln, das den Bancroft Prize gewann. Wilentz steht in der Tradition der liberalen „Consensus“-Historiker wie Arthur M. Schlesinger und folgt diesen in ihrer Schwerpunktsetzung auf die egalitären politischen Bewegungen während der Präsidentschaften von Thomas Jefferson (1801–1809) und Andrew Jackson (1829–1837).
In seinen zahlreichen Zeitungs- und Blogartikeln hat Wilentz häufig auch zur aktuellen Politik Stellung bezogen und dabei meist Positionen der Demokratischen Partei verfochten. Besondere Aufmerksamkeit erregte ein Artikel, den der Rolling Stone im April 2006 als Titelgeschichte druckte. Wilentz, ausgewiesen als „einer der führenden Historiker des Landes“, untersuchte er darin, ob der damalige US-Präsident George W. Bush der schlechteste Präsident der amerikanischen Geschichte sei.
Wilentz steht dem ehemaligen US-Präsidenten Bill Clinton und dessen Frau Hillary Clinton nahe. So sagte er 1998 im House Judiciary Committee bei den Anhörungen um das Amtsenthebungsverfahren gegen Bill Clinton zu dessen Gunsten aus. 2008 schaltete er sich als Fürsprecher Hillary Clintons in den innerparteilichen Kampf um die Präsidentschaftskandidatur ein und bezog Stellung gegen die Kampagne ihres Konkurrenten Barack Obama, unter anderem in Beiträgen in Newsweek und der Huffington Post.
Außerdem ist Wilentz für seine musikjournalistischen Arbeiten zu Bob Dylan bekannt, 2003 war er dafür für einen der Grammy-Musikpreise nominiert.

## Werke
Bücher
- Chants Democratic: New York City and the Rise of the American Working Class, 1788–1850. Oxford University Press, New York 1984, ISBN 0-19-503342-6.
- Mit Michael Merrill: The Key of Liberty: The Life and Democratic Writings of William Manning, „A Laborer,“ 1747–1814. Harvard University Press, Cambridge 1993, ISBN 0-674-50288-4.
- Mit Paul E. Johnson: The Kingdom of Matthias. Oxford University Press, New York 1994, ISBN 0-19-503827-4.
- Andrew Jackson. Henry Holt, New York 2005, ISBN 0-8050-6925-9.
- The Rise of American Democracy: Jefferson to Lincoln. Norton, New York 2005, ISBN 0-393-05820-4.
- The Rose & the Briar. Death, Love and Liberty in the American Ballad. (Herausgegeben gemeinsam mit Greil Marcus.) W. W. Norton & Company, New York/London 2005, ISBN 0-393-05954-5.
- The Age of Reagan: A History, 1974–2008. HarperCollins, New York 2008, ISBN 0-8050-6925-9.
- Bob Dylan in America. Doubleday, New York 2010, ISBN 0-385-52988-0.
- 360 Sound – The Columbia Records Story. San Francisco, Kalifornien 2012, ISBN 978-1-4521-0756-1.
- No Property in Man: Slavery and Antislavery at the Nation’s Founding. Harvard University Press, Cambridge 2018, ISBN 978-0-674-97222-3.